# Reginald Hill
Reginald Hill, född 3 april 1936 i Hartlepool i County Durham, död 12 januari 2012 i Ravenglass i Cumbria, var en brittisk kriminalförfattare. Hill arbetade som lärare till 1980 då han började att skriva på heltid. Debutromanen A Clubbable Woman gavs ut 1970.
Den brittiska TV-serien Ett fall för Dalziel & Pascoe bygger på hans romaner.
Hill skrev också en serie kriminalromaner från Luton med den sympatiske västindiske privatdetektiven Joe Sixsmith i huvudrollen. 
Hill använde även pseudonymerna Patrick Ruell (flera thriller), Dick Morland (till framtidsromaner) och Charles Underhill (en historisk roman som utspelar sig på 1700-talet).
Hill avled i sviterna av cancer.